# Jakob Karl Emil Chydenius
Pour les articles homonymes, voir Chydenius.
Jakob Karl Emil Chydenius, né le 14 février 1833 à Jakobstad et mort le 4 mars 1864 à Stockholm, est un physicien et explorateur finlandais.
Il est le neveu d'Anders Chydenius et le cousin d'Anders Herman Chydenius (sv) et de Johan Jakob Chydenius (sv).

## Biographie
Karl Chydenius devient étudiant en 1851 et maître de philosophie en 1857. Il participe en 1861 à l'expédition suédoise au Spitzberg dirigée par Otto Martin Torell et en rédige une histoire qui ne sera imprimée qu'après sa mort (1865) : Svenska expeditionen till Spetsbergen år 1861.
Au cours de l'expédition, il a étudié, avec Nils Christoffer Dunér, les conditions géomagnétiques du Spitzberg. En 1863, il reçoit le prix Lindbom de l'Académie des sciences pour une thèse intitulée Om utförbarheten af en gradmätning på Spetsbergen.

## Hommages
Le Chydeniusbreen, et le Chydeniusfjella, ont été nommés en son honneur.